# Златко Далич
Златко Далич (на хърватски: Zlatko Dalić) е бивш хърватски футболист, играл като полузащитник, и настоящ старши треньор на националния отбор на Хърватия.

## Кариера

### Кариера като футболист
Кариерата на Далич на футболист не е особено успешна и преминава в Хайдук Сплит, Динамо Винковци, Будучност Титоград, Вележ Мостар и Вартекс.

### Кариера като треньор
След като прекратява кариерата си през 2000 г. в тима на Вартекс, Далич остава в тима като помощник-треньор. Пет години по-късно застава начело на тима и още през първия си сезон извежда Вартекс до финала за Купата на Хърватия. След това се премества в Риека, като едновременно с това влиза в щаба на младежкия национален отбор до 21 години. Напуска Риека след един сезон, като впоследствие последователно води Динамо Тирана (Албания) и Славен Белупо. В паузата между сезон 2009/10 и 2010/11 преминава в Саудитска Арабия, където води последоватлено отборите на Ал-Файсал и Ал-Хилал. През 2014 поема Ал Аин в Обединените арабски емирства, който води до ноември 2017 г., когато наследява Анте Чачич на поста на национален селекционер на хърватския национален тим.

## Успехи

### Като треньор
Вартекс
- Финалист за Купата на Хърватия (1): 2005/06

 Динамо Тирана
- Носител на Суперкупата на Албания (1): 2008

 Ал-Хилал
- Носител на Купата на престолонаследника (1): 2012/13

 Ал Аин
- Шампион на ОАЕ (1): 2013/14
- Носител на Купата на ОАЕ (1): 2013/14
- Носител на Суперкупата на ОАЕ (1): 2013/14